# Жан Шарл-Брюн
Жан Шарл-Брюн (на френски: Jean Charles-Brun) е френски общественик и филолог.
Роден е на 29 декември 1870 година в Монпелие. Завършва класическа филология и работи като учител. Активен участник в окситанското културно-просветно движение „Фелибриж“, през 1900 година основава Френската регионалистка федерация, която ръководи до края на живота си. Той е сред водещите фигури на френския регионализъм през първата половина на XX век.
Жан Шарл-Брюн умира на 14 октомври 1946 година в Париж.